# Hamra Street
Hamra Street vagy Rue Hamra Bejrút egyik legjelentősebb utcája, egyben az egyik legfontosabb kereskedelmi és diplomáciai csomópontja is a városnak. Számos kávézója és színháza miatt a Hamra Street volt Bejrút értelmiségének központja az 1960-as és 1970-es években. 1975 előtt a Hamra Street és környezete Bejrút legtrendibb, legnépszerűbb környéke volt, ami a polgárháború után áttevődött a Rue Monot utcára Achrafieh negyedben, Rue Gouraud utcára Gemmayzehben, a Rue Verdunre és Bejrút központi negyedére.  
Az 1990-es évek közepén a Hamra Street jelentős felújításon esett át, hogy a turistáknak újra vonzó negyeddé váljon. A Hamra Street-re úgy is szoktak hivatkozni mint "Bejrút Champs Elyséesje", hisz egész évben vonzó a turisták számára.
Manapság amellett, hogy kereskedelmi negyed, számos egyetemnek (Bejrúti Amerikai Egyetem, Libanoni-Amerikai Egyetem és Haigazján Egyetem) , hotelnek, aparmantnak, könyvtárnak, étteremnek, kávézónak és pubnak ad otthont.

## Környezete
A Hamra Street kelet-nyugati irányban terül el, az utcához közel található a Bliss Street-en a Bejrúti Amerikai Egyetem kampusza, a Haigazján Egyetem a  Rue Michel Chihán, és a Libanoni-amerikai Egyetem a Rue Jeanne d'Arcon.

## Népessége
Az utcát sokáig úgy jellemezték, mint a liberalizmus bástyája, ugyanis különböző vallású és politikai nézetű emberek élnek a környéken: maronita, melkita és görög ortodox keresztények valamint szunnita és síita muszlimok és drúzok élnek.
Ennek ellenére a Hamra Street a mai napig Libanon szekuláris központjának számít, szabadon gondolkodó emberekkel, amely Bejrút egyik legkevésbé vallásos részének is tekintenek, hisz a környéken csak kevés templom és mecset található.